# Hebréer
Som hebréer (hebreiska עִבְרִי ʿivri) betecknar Gamla Testamentet tidiga israeliter. Namnet Juda på hebréerna kom av den hebreiska stammen Juda som var den grupp som blev kvar som var i Israel.

## Gamla Testamentet
Ordet förekommer 33 gånger i den hebreiska bibeln. I 1.Mos 14:13 kallas Abraham hebréer. Annars är det mest en exonym som uttrycker missaktning. När det används som självbeteckning, uttrycker det ofta ödmjukhet. Ordet förekommer många gånger i historien om Josef, i berättelsen om uttåget ur Egypten och i berättelserna om strider mot filistéerna.
I Jer 34:9, 14 förekommer hebréer i samband med träldom och slaveri. Förekomsten i 2.Mos 21:2 och 5.Mos 15:12 har en liknande kontext. Förekomsten i Jona 1:9 är inte säker eftersom Septuagint läser där ett annat ord, עֶבֶד, ’tjänare’.

## Etymologi
Enligt vissa tolkningar finns det ett samband med patriarken Ever, som nämns i Genesis 10:24.